# Arteria facialis
Die Arteria facialis („Gesichtsarterie“) ist die Arterie, die beim Menschen und Säugetieren den größten Teil der oberflächlichen Strukturen des Gesichts versorgt. Lediglich Schafe und Ziegen besitzen keine Arteria facialis, hier übernimmt die Arteria transversa faciei die Versorgung des Gesichts, die entsprechende Vene, Vena facialis, ist jedoch auch bei diesen Tieren ausgebildet.

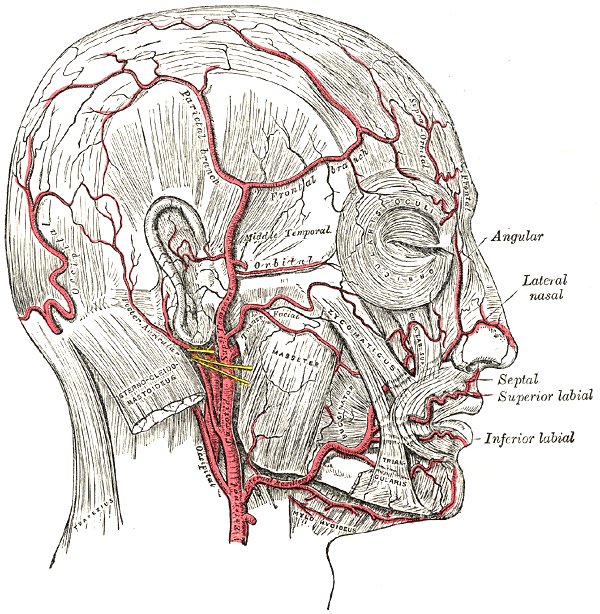
Die arteriellen Gefäße des Kopfes in einer anatomischen Zeichnung

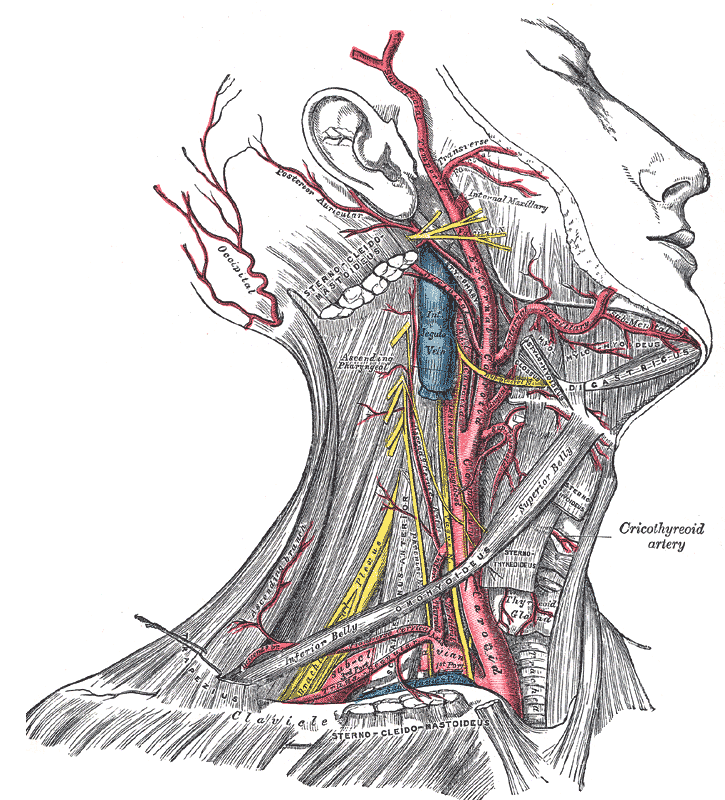
Hier ist sie als External Maxillary bezeichnet (rechts oben)

Die Arteria facialis entspringt als dritter Hauptstamm aus der äußeren Halsschlagader (Arteria carotis externa), bei Pferden und Rindern zusammen mit der Arteria lingualis als Truncus linguofacialis, der sich alsbald in die beiden Einzelgefäße teilt. Die Arteria facialis verläuft unter den Musculi stylohyoideus und digastricus hindurch und passiert am Vorderrand des Musculus masseter den Unterkieferknochen (Mandibula), wo sie in einer Kerbe des Knochens (Incisura vasorum facialium) liegt. Hier kann man auch leicht ihren Puls tasten. Danach liegt sie unter dem Platysma und verzweigt sich sukzessive in ihre Endäste.

## Verzweigung
- Arteria sublingualis („Unterzungenarterie“), entspringt beim Menschen und bei Wiederkäuern aus der Arteria lingualis
- Arteria palatina ascendens („Aufsteigende Gaumenarterie“) zur Versorgung des Rachens
- Arteria submentalis („Unterkinnarterie“), die die Unterkieferspeicheldrüsen und angrenzende Strukturen versorgt
- Arteria labialis inferior („Unterlippenarterie“) zur Unterlippe
- Arteria labialis superior („Oberlippenarterie“) zur Oberlippe
- Arteria angularis („(Augen-)Winkelarterie“) zur Nase und zum inneren Augenwinkel

Bei Pferden entlässt die Arteria facialis noch die seitliche Nasenarterie (Arteria lateralis nasi) und die Nasenrückenarterie (Arteria dorsalis nasi).